# Lamprogaster trisignata
Lamprogaster trisignata är en tvåvingeart som beskrevs av Wulp 1885. Lamprogaster trisignata ingår i släktet Lamprogaster och familjen bredmunsflugor. Inga underarter finns listade i Catalogue of Life.